# Sportfreunde Halle
Sportfreunde Halle (celým názvem: Hallescher Fußballverein Sportfreunde e. V.) byl německý sportovní klub, který sídlil v sasko-anhaltském městě Halle. Založen byl v roce 1903 pod názvem Hallescher FC Britannia. Svůj poslední název nesl od roku 1914. Zanikl po ukončení druhé světové války, poté co byla všechna dřívější sportovní sdružení v sovětské okupační zóně zrušena. Své domácí zápasy odehrával na stadionu Böllberger Weg. Klubové barvy byly fialová a žlutá.
Největším úspěchem klubu byla celkem sedmiletá účast v Gaulize Mitte, jedné ze skupin tehdejší nejvyšší fotbalové soutěže na území Německa.

## Historické názvy
Zdroj: 
- 2. září 1903 – Hallescher FC Britannia (Hallescher Fußballclub Britannia e. V.)
- 1914 – Hallescher FV Sportfreunde (Hallescher Fußballverein Sportfreunde e. V.)
- 1945 – zánik

## Umístění v jednotlivých sezonách
Stručný přehled
Zdroj: 
- 1933–1934: Bezirksliga Mitte
- 1934–1938: Gauliga Mitte
- 1938–1939: Bezirksliga Mitte
- 1939–1940: Gauliga Mitte
- 1940–1942: Bezirksliga Mitte
- 1942–1944: Gauliga Mitte

Jednotlivé ročníky
Zdroj: 
Legenda: Z - zápasy, V - výhry, R - remízy, P - porážky, VG - vstřelené góly, OG - obdržené góly, +/- - rozdíl skóre, B - body, červené podbarvení - sestup, zelené podbarvení - postup, fialové podbarvení - reorganizace, změna skupiny či soutěže
| Velkoněmecká říše (1933 – 1944) |                   |        |     |     |     |     |     |     |     |     |        |
| Sezóny                          | Liga              | Úroveň | Z   | V   | R   | P   | VG  | OG  | +/- | B   | Pozice |
| 1933/34                         | Bezirksliga Mitte | 2      | ... | ... | ... | ... | ... | ... | ... | ... |        |
| 1934/35                         | Gauliga Mitte     | 1      | 18  | 8   | 2   | 8   | 41  | 39  | +2  | 18  | 5.     |
| 1935/36                         | Gauliga Mitte     | 1      | 18  | 6   | 7   | 5   | 29  | 28  | +1  | 19  | 3.     |
| 1936/37                         | Gauliga Mitte     | 1      | 18  | 9   | 4   | 5   | 37  | 32  | +5  | 22  | 4.     |
| 1937/38                         | Gauliga Mitte     | 1      | 18  | 5   | 5   | 8   | 25  | 50  | -25 | 15  | 9.     |
| 1938/39                         | Bezirksliga Mitte | 2      | ... | ... | ... | ... | ... | ... | ... | ... |        |
| 1939/40                         | Gauliga Mitte     | 1      | 14  | 2   | 1   | 11  | 23  | 56  | -33 | 5   | 8.     |
| 1940/41                         | Bezirksliga Mitte | 2      | ... | ... | ... | ... | ... | ... | ... | ... |        |
| 1941/42                         | Bezirksliga Mitte | 2      | ... | ... | ... | ... | ... | ... | ... | ... |        |
| 1942/43                         | Gauliga Mitte     | 1      | 18  | 9   | 1   | 8   | 44  | 45  | -1  | 19  | 4.     |
| 1943/44                         | Gauliga Mitte     | 1      | 18  | 5   | 3   | 10  | 28  | 44  | -16 | 13  | 7.     |